# Basil Brown
Basil John Wait Brown (ur. 22 stycznia 1888 w Bucklesham, zm. 12 marca 1977 w Rickinghall) – angielski rolnik i agent ubezpieczeniowy, samouk, astronom i archeolog amator, później pracownik Ipswich Museum, dla którego prowadził prace wykopaliskowe. Jest odkrywcą symbolicznego anglosaskiego grobu królewskiego w Sutton Hoo (1939).

## Wykopaliska Sutton Hoo

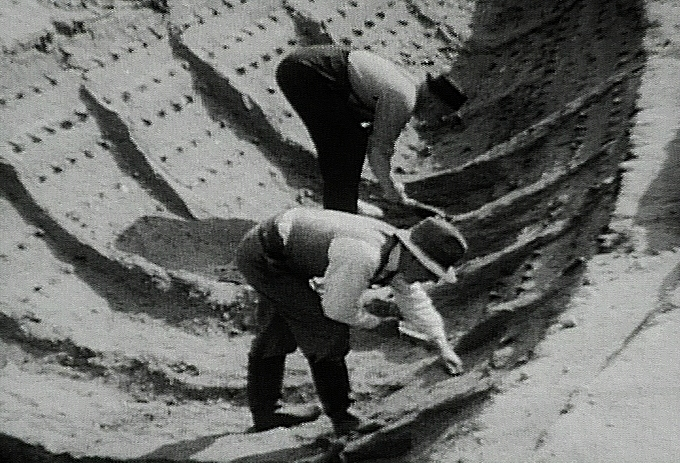
Basil Brown (z przodu) i komandor podporucznik J.K.D. Hutchison podczas wykopalisk

W 1938 roku Edith Pretty, właścicielka ziemska w Suffolk, zatrudniła Basila Browna w celu poprowadzenia wykopalisk w rejonie kopców znajdujących się na jej terenach koło Ipswich we wschodniej Anglii. Badania pierwszych trzech mniejszych kopców nie przyniosły wartościowych znalezisk, poza kilkoma nitami rozpoznanymi przez Browna jako nity służące do łączenia desek poszycia statku. Ten ślad zachęcił archeologa amatora do kontynuowania poszukiwań w następnym roku. Jego celem tym razem stał się większy kopiec, w którym szybko odkrył rzędy nitów. Prowadząc następnie ostrożną eksplorację kolejnych warstw zdołał ustalić zarys 27-metrowej łodzi. Dalsze badania przejęli profesjonalni archeolodzy, którzy odkryli komorę grobową z bogatym wyposażeniem.